# Acianthera chrysantha
Acianthera chrysantha é  uma espécie de orquídea (Orchidaceae) que existe no México. Pertence à secção Sicaria, subseção Sicaria do gênero Acianthera, caracterizado plantas de crescimento cespitoso, com caules secundários, também chamados ramicaules, com a secção superior triangular, mais largos junto a folha que na base, inflorescência subséssil com poucas ou muitas flores, segmentos florais frequentemente espessos, ou levemente pubescentes ou papilosos, em um grupo composto por plantas mais fibrosas e resistentes, com ramicaule canaliculado, com asas estreitas, pouco comprimido no ápice, cuja folha não parece uma continuação do ramicaule, ou seja, a ligação entre os dois é clara. Esta espécie distingue-se das demais ser a única com sépalas de interior verrucoso; sépalas e pétalas obtusas.

## Publicação e sinônimos
- Acianthera chrysantha (Lindl.) Pridgeon & M.W.Chase, Lindleyana 16: 243 (2001).

Sinônimos homotípicos:
- Pleurothallis chrysantha Lindl., Fol. Orchid. 9: 14 (1859).
- Humboltia chrysantha (Lindl.) Kuntze, Revis. Gen. Pl. 2: 667 (1891).

Sinônimos heterotípicos:
- Pleurothallis aurea A.Rich. & Galeotti, Ann. Sci. Nat., Bot., III, 3: 16 (1845), nom. illeg.
- Pleurothallis hartwegiifolia H.Wendl. & Kraenzl. in H.G.Reichenbach, Xenia Orchid. 3: t. 296 (1900).
- Acianthera hartwegiifolia (H.Wendl. & Kraenzl.) Solano & Soto Arenas, Icon. Orchid. 5-6: t. 507 (2002 publ. 2003).